# محمد تقي الخوئي
محمد تقي الخوئي (25 يوليو 1958 - 20 يوليو 1994) فقيه شيعي إيراني. ولد في النجف ونشأ في بيت والده أبي القاسم بن علي أكبر الموسوي الخوئي ثم تتلمذ في مدارس النجف والتحق بالحوزة العلمية في مدرسة دار الحكمة، ثم التحق بحلقات دروس السطوح وتتلمذ على يد أساتذتها ومنهم عبد الصاحب الحكيم، ثم حضر دروس البحث الخارج على يد والده في مسجد الخضراء . ثم بدأ بإلقاء دروس السطوح العليا في حوزة والده في مدرسة دار العلم. قام برعاية شؤون مؤسسة الإمام الخوئي الخيرية واختير سنة 1989م أميناً عاماً لمؤسسة السيد الخوئي، وممثلا لوالده إبّان الانتفاضة الشعبانية لأدارة المناطق المحررة من سيطرة النظام. تعرّض بعد فشل الانتفاضة الشعبانية لمضايقات السلطة وفرضت عليه مع والده الإقامة الجبرية. توفي بحادث سيارة في النجف ودفن في العتبة العلوية. له إضافة إلى تقريرات دروس والده الفقهية كتاب الالتزامات التبعية في العقود، مطبوعة الشروط وكتاب النكاح والمساقاة والمضاربة.

## سيرته
ولد محمد تقي بن أبي القاسم بن عليّ أكبر الموسوي الخوئي في النجف سنة 9 محرم 1378 هـ/25 يوليو 1958 م ونشأ بها على والده المرجع الكبير. تدرج في دراسته العلمية وقرأ على جمع من الأساتذة، ثمّ حضر الأبحاث العالية على والده وكتب تقريراته والسيّد عبد الصاحب الحكيم. أُجيز بإجازات علمية عن والده وعلي السيستاني وغيرهما، وقام في إدارة شؤون مرجعية والده وتسلم الأمانة العامة لمؤسسة الإمام الخوئي الخيرية. وله دور قيادي بارز في انتفاضة شعبان سنة 1991.

توفي بحادث سيارة ـ شاحنة كبيرة ـ في النجف ليلة الجمعة 12 صفر سنة 1415 هـ/ 20 يوليو 1994 م ونقل إلى النجف ودفن مع والده بالصحن الشريف بحجرة رقم 31.

## مؤلفاته
له من مؤلفات مطبوعة:
- الشروط والالتزامات التبعية في العقود: ثلاثة أجزاء في مجلدين بيروت، 1993.
- كتاب النكاح
- المساقاة
- المضاربة
- قبس من تفسير القرآن

وله عدة كتب مخطوطة لم تطبع بعد.

## أنظر أيضاً
أبو القاسم الخوئي
عبد المجيد الخوئي
جواد الخوئي